# Valle de La Orotava
Valle de La Orotava är en dal i Spanien.   Den ligger i provinsen Provincia de Santa Cruz de Tenerife och regionen Kanarieöarna, i den sydvästra delen av landet, 1 800 km sydväst om huvudstaden Madrid. Valle de La Orotava ligger på ön Teneriffa.